# Avant-deux
L'avant-deux est une famille de danses traditionnelles de l'Ouest de la France, de la famille des contredanses, apparue au cours du XIXe siècle. Elle est présente sur une large partie du Grand Ouest et vraisemblablement issue de la figure de l'été du quadrille français. Les avant-deux présentent une grande variété de pas et d'enchainements, mais partagent le même dispositif : deux couples de danseuses ou danseurs disposés en quadrette, c'est-à-dire un couple faisant face à l'autre. La Haute-Bretagne, la Vendée, la Normandie et le Poitou sont les régions traditionnellement associées à ce type de répertoire dansé. Outre des différences de dispositif par rapport aux danses de fonds plus anciens comme les rondes, l'avant-deux a la particularité (tout comme les quadrilles) d'être une danse à annonces, c'est-à-dire que le musicien annonce à haute voix les différentes parties de la danse.
L'avant-deux désigne les danses en quadrette pour lesquelles seulement un couple en vis-à-vis danse pendant que l'autre attend, ce de façon alternée. Toutefois, il est courant de rencontrer le terme avant-deux pour désigner tout type de contredanse où la danse se fait de façon simultanée pour tous les danseurs de la quadrette (dans ce cas, on peut aussi parler d'avant-quatre).
Au départ dansé dans les milieux ruraux, l'avant-deux prend souvent la place de danses de fonds plus ancien de la famille des branles. Au cours du XXe siècle, il perd à son tour du terrain face aux danses de couple (valse, polka, mazurka, scottish, etc.) ou aux contredanses en pas marché. L'avant-deux est dansé dans les bals folk et fest-noz, sous différentes formes, utilisant des dénominations récentes dues aux collecteurs des années 70-80 (par exemple avant-deux de travers, avant-deux à Coutant, etc.).

## Danse et variantes
Le dispositif classique de l'avant-deux est la quadrette, dans laquelle les quatre danseurs et danseuses forment deux couples qui se font face.
Seule la moité de chaque couple dansent en même temps, en vis-à-vis pendant que leurs partenaires respectifs attendent. La danse est constituée d'une succession de figures, dansées soit avec la personne en vis-à-vis soit avec celle de son côté. C'est l'enchaînement de ces figures, plus que les pas exécutés par les danseurs, qui caractérise une forme d'avant-deux.
On peut distinguer majoritairement deux familles d'avant-deux : 
1. les avant-deux de long, pour lesquels la progression est transversale et comporte en général des traversés ;
2. les avant-deux de travers, pour lesquels la progression est latérale et ne comporte en général pas de traversés.

## Accompagnement musical
Le support musical des avant-eux est généralement des instruments comme l'accordéon ou le violon mais il peut être aussi la voix avec une technique particulière qui s'appelle le gavottage en Loire-Atlantique et dire des notes en Ille-et-Vilaine. Cette technique, comparable à la turlutte québécoise, chante des onomatopées en y insérant de temps en temps un petit couplet, parfois humoristique. Un accompagnement rythmique complète le dispositif, traditionnellement pince de cheminée ou coquilles Saint-Jacques frottées l'une contre l'autre.